# Peliococcopsis
Peliococcopsis är ett släkte av insekter. Peliococcopsis ingår i familjen ullsköldlöss.
Kladogram enligt Catalogue of Life:
| Peliococcopsis | \| \| Peliococcopsis parvicerarius \| \| \| \| \| \| Peliococcopsis priesneri \| \| \| \| |
|                | \| \| Peliococcopsis parvicerarius \| \| \| \| \| \| Peliococcopsis priesneri \| \| \| \| |
|                | Peliococcopsis parvicerarius                                                              |
|                |                                                                                           |
|                | Peliococcopsis priesneri                                                                  |
|                |                                                                                           |